# تیم واترز
تیم واترز (انگلیسی: Tim Watters؛ زادهٔ ۲۵ ژوئیهٔ ۱۹۵۹) بازیکن هاکی روی یخ اهل کانادا است.